# نورث هليز (نيويورك)
نورث هليز (بالإنجليزية: North Hills, New York)‏ هي منطقة سكنية تقع في الولايات المتحدة في مقاطعة ناسو، نيويورك. يقدر عدد سكانها بـ 5,075 نسمة ومساحتها 7.2 كم2 وترتفع عن سطح البحر 66 متر.

## التركيبة السكانية
حدّد مكتب تعداد الولايات المتحدة بيانات التركيبة السكانية لنورث هليز في تعداد الولايات المتحدة. في ما يلي، التركيبة السكانية حسب تعدادي 2000 و2010.

### تعداد عام 2000
بلغ عدد سكان نورث هليز 4,301 نسمة بحسب تعداد عام 2000، وبلغ عدد الأسر 1,808 أسرة وعدد العائلات 1,424 عائلة مقيمة في القرية. في حين سجلت الكثافة السكانية 602.4 نسمة لكل كيلومتر مربع (1,560.2/ميل2). وبلغ عدد الوحدات السكنية 1,907 وحدة بمتوسط كثافة قدره 267.1 لكل كيلومتر مربع (691.8/ميل2).
وتوزع التركيب العرقي للقرية بنسبة 81.42% من البيض و0.91% من الأمريكيين الأفارقة و15.83% من الأمريكيين ذوي الأصول الآسيوية و0.14% من الأعراق الأخرى و1.70% من عرقين مختلطين أو أكثر و1.44% من الهسبانيون أو اللاتينيون من أي عرق.
بلغ عدد الأسر 1,808 أسرة كانت نسبة 19.9% منها لديها أطفال تحت سن الثامنة عشر تعيش معهم، وبلغت نسبة الأزواج القاطنين مع بعضهم البعض 73.5% من أصل المجموع الكلي للأسر، ونسبة 3.8% من الأسر كان لديها معيلات من الإناث دون وجود شريك، بينما كانت نسبة 1.5% من الأسر لديها معيلون من الذكور دون وجود شريكة وكانت نسبة 21.2% من غير العائلات. تألفت نسبة 18.1% من أصل جميع الأسر من عدة أفراد يعيشون في نفس المنزل ونسبة 9.2% كانت تتألف من شخص يعيش بمفرده يبلغ من العمر 65 عاماً أو أكثر. وبلغ متوسط حجم الأسرة المعيشية 2.37، أما متوسط حجم العائلات فبلغ 2.66.
بلغ العمر الوسطي للسكان 53.8 عاماً. وكانت نسبة 14.5% من القاطنين تحت سن الثامنة عشر، وكانت نسبة 4% بين الثامنة عشر والرابعة والعشرين عاماً، ونسبة 17.1% كانت واقعةً في الفئة العمرية ما بين الخامسة والعشرين والرابعة والأربعين عاماً، ونسبة 36.8% كانت ما بين الخامسة والأربعين والرابعة والستين، ونسبة 27.3% كانت ضمن فئة الخامسة والستين عاماً فما فوق. يوجد لكل 100 أنثى 91.4 ذكر، ويوجد لكل 100 أنثى في الثامنة عشر من عمرها فما فوق 89.3 ذكر.
بلغ متوسط دخل الأسرة في القرية 149,122 دولارًا، أما متوسط دخل العائلة فبلغ 184,223 دولارًا. وكان متوسط دخل الذكور 100,001 دولارًا مقابل 60,789 دولارًا للإناث. وسجل دخل الفرد الخاص بالقرية 100,093 دولارًا. وكانت نسبة 3.4% من العائلات ونسبة 6.3% من السكان تحت خط الفقر، وكان من هؤلاء نسبة 17.7% تحت سن الثامنة عشر ونسبة 6% في الخامسة والستين من العمر وما فوق.

### تعداد عام 2010
بلغ عدد سكان نورث هليز 5,075 نسمة بحسب تعداد عام 2010، وبلغ عدد الأسر 2,259 أسرة وعدد العائلات 1,544 عائلة مقيمة في القرية. في حين سجلت الكثافة السكانية 710.8 نسمة لكل كيلومتر مربع (1,841.0/ميل2). وبلغ عدد الوحدات السكنية 2,438 وحدة بمتوسط كثافة قدره 341.5 لكل كيلومتر مربع (884.5/ميل2).
وتوزع التركيب العرقي للقرية بنسبة 71.13% من البيض و1.22% من الأمريكيين الأفارقة و25.30% من الأمريكيين ذوي الأصول الآسيوية و0.39% من الأعراق الأخرى و1.95% من عرقين مختلطين أو أكثر و2.21% من الهسبانيون أو اللاتينيون من أي عرق.
بلغ عدد الأسر 2,259 أسرة كانت نسبة 17.6% منها لديها أطفال تحت سن الثامنة عشر تعيش معهم، وبلغت نسبة الأزواج القاطنين مع بعضهم البعض 62.2% من أصل المجموع الكلي للأسر، ونسبة 4.4% من الأسر كان لديها معيلات من الإناث دون وجود شريك، بينما كانت نسبة 1.8% من الأسر لديها معيلون من الذكور دون وجود شريكة وكانت نسبة 31.7% من غير العائلات. تألفت نسبة 27% من أصل جميع الأسر من عدة أفراد يعيشون في نفس المنزل ونسبة 19.7% كانت تتألف من شخص يعيش بمفرده يبلغ من العمر 65 عاماً أو أكثر. وبلغ متوسط حجم الأسرة المعيشية 2.23، أما متوسط حجم العائلات فبلغ 2.69.
بلغ العمر الوسطي للسكان 58.7 عاماً. وكانت نسبة 14.1% من القاطنين تحت سن الثامنة عشر، وكانت نسبة 4% بين الثامنة عشر والرابعة والعشرين عاماً، ونسبة 13.5% كانت واقعةً في الفئة العمرية ما بين الخامسة والعشرين والرابعة والأربعين عاماً، ونسبة 32.3% كانت ما بين الخامسة والأربعين والرابعة والستين، ونسبة 36.1% كانت ضمن فئة الخامسة والستين عاماً فما فوق. وتوزع التركيب الجنسي للسكان بنسبة 46.7% ذكور و53.3% إناث.